# Diego López V de Haro
Diego López V de Haro (c. 1250 - Algeciras, enero de 1310), apodado el Intruso, fue un magnate y ricohombre castellano. Era hijo de Diego López III de Haro, señor de Vizcaya, y de Constanza de Bearne.
Fue señor de Vizcaya, y llegó a desempeñar los cargos de mayordomo mayor del rey y alférez del rey Fernando IV de Castilla, y el de adelantado mayor de Castilla. Fue el fundador de la villa de Bilbao, a cuya aldea pesquera escogió y adelantó con cartas de villa y puerto mercantil libre de tributo real y por consiguiente correspondiente solo al señorío de Vizcaya y su autoridad.
Fue bisnieto del rey Alfonso IX de León.

## Orígenes familiares
Era hijo de Diego López III de Haro, señor de Vizcaya, y de su esposa, Constanza de Bearne, y sus abuelos paternos fueron Lope Díaz II de Haro, señor de Vizcaya, y Urraca Alfonso de León, hija ilegítima del rey Alfonso IX de León. Por parte materna era nieto de Guillermo II de Bearne, vizconde de Bearne, y de Garsenda de Provenza.
Fue hermano, entre otros, de Lope Díaz III de Haro, que fue señor de Vizcaya a la muerte del padre de ambos, y también de Teresa de Haro, que contrajo matrimonio con Juan Núñez I de Lara, señor de la Casa de Lara.

## Biografía

### Juventud
Se desconoce su fecha exacta de nacimiento, aunque debió de ocurrir alrededor del año 1250. En junio de 1282 contrajo matrimonio en la ciudad de Toledo con la infanta Violante de Castilla, que era hija del rey Alfonso X de Castilla y de la reina Violante de Aragón. El mismo día en que se celebró este matrimonio el infante Sancho de Castilla, que llegaría a reinar como Sancho IV, se casó también en la misma ciudad con María de Molina. Sin embargo, conviene señalar que en 1283 el papa Martín IV se opuso a la celebración de ambos matrimonios por razones de consanguinidad, ya que en el caso de Diego López V de Haro este último era primo segundo de su esposa por ser los dos bisnietos del rey Alfonso IX de León.
Conviene señalar que este matrimonio reforzó aún más los lazos de sangre existentes entre la familia Haro, que eran los propietarios del señorío de Vizcaya, y los monarcas castellanos, pues Lope Díaz III de Haro, el hermano mayor de Diego, estaba casado con Juana Alfonso de Molina, que era hermanastra de la reina María de Molina, y el infante Juan de Castilla se casó en 1287 con María Díaz de Haro, que era hija de Lope Díaz III de Haro y sobrina carnal por tanto de Diego López V de Haro. El historiador José Manuel Nieto Soria señaló que con este matrimonio el infante Sancho, que fue quien lo concertó y que se había rebelado contra su padre, Alfonso X, pretendía conseguir el apoyo del «importante linaje» de los Haro para su causa.
Su hermano mayor, Lope Díaz III de Haro, fue el privado de Sancho IV de Castilla y fue nombrado conde por este último. Entre finales de agosto de 1284 y finales de abril de 1288, aproximadamente, Diego López V de Haro desempeñó el cargo de alférez del rey Sancho IV de Castilla. En 1287 ejerció el cargo de adelantado mayor de Castilla, y el 12 de marzo de ese mismo año resolvió un pleito a favor del convento de San Pedro de Gumiel, aunque para resaltar su parentesco con la familia real castellana ordenó que en el documento de la sentencia se colocara su propio sello y el de su esposa, la infanta Violante de Castilla.

### Actuaciones durante la minoría de edad de Fernando IV de Castilla (1295-1301)

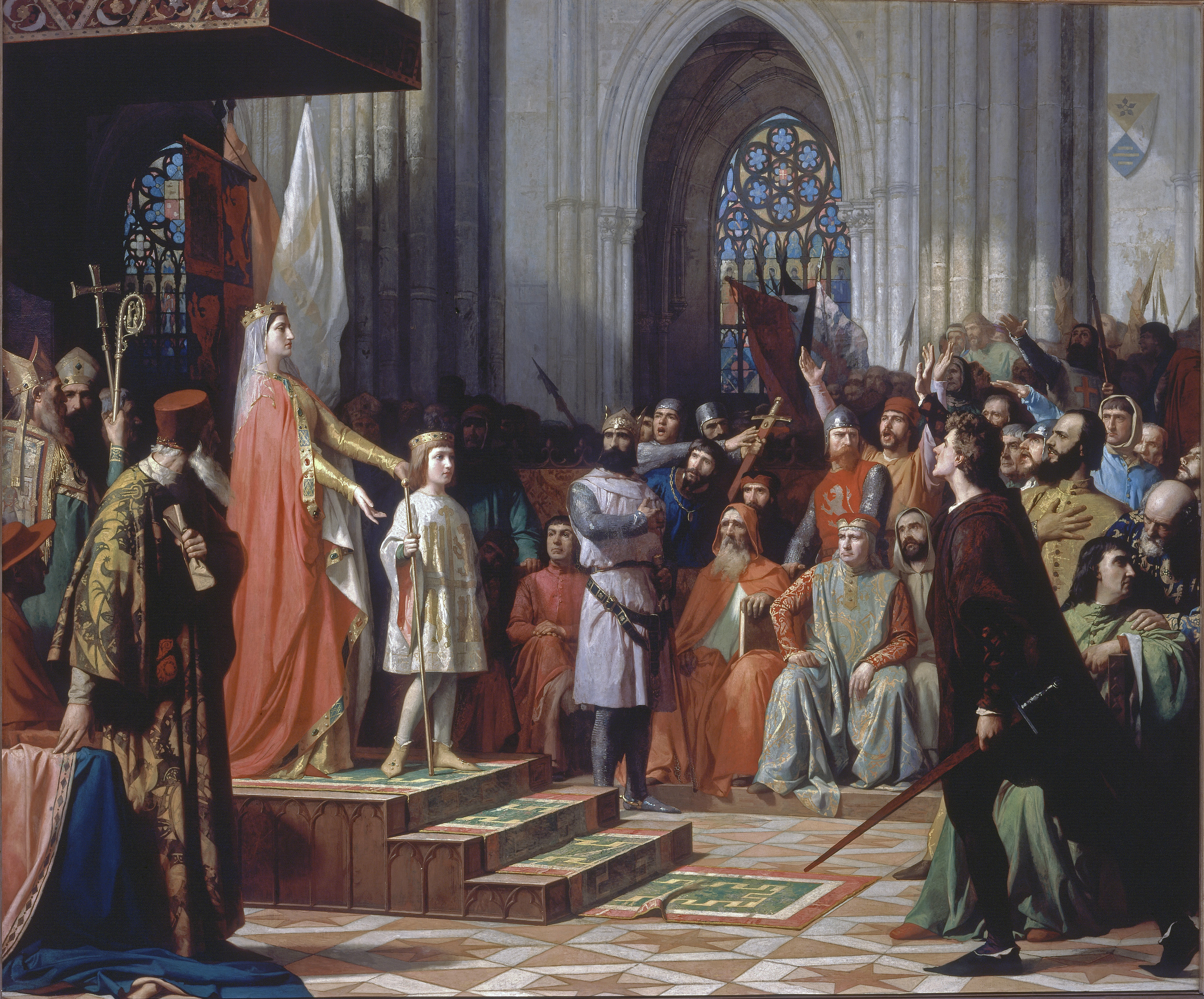
María de Molina presenta a su hijo Fernando IV en las Cortes de Valladolid de 1295. Óleo sobre lienzo de Antonio Gisbert Pérez. 1863. (Congreso de los Diputados de España).

El día 25 de abril de 1295, falleció el rey Sancho IV de Castilla y aprovechándose Diego López de Haro de los disturbios de la Corte en la minoría de Fernando IV de Castilla, se apoderó del señorío de Vizcaya, que pertenecía a María Díaz de Haro. A las luchas incesantes con la nobleza castellana, capitaneada por los infantes Juan de Castilla el de Tarifa, que reclamaba el trono de su hermano Sancho IV, y por el infante Enrique de Castilla el Senador, hijo de Fernando III de Castilla y tío de Fernando IV, que reclamaba la tutoría del rey, se sumaba el pleito con los infantes de la Cerda, apoyados por Francia y Aragón y por su abuela la reina Violante de Aragón, viuda de Alfonso X. A ello se sumaron los problemas con Aragón, Portugal y Francia, que intentaron aprovechar la situación de inestabilidad que atravesaba el reino de Castilla y León en su propio beneficio. Al mismo tiempo, Diego López V de Haro, señor de Vizcaya, Nuño González de Lara, y Juan Núñez de Lara, entre otros muchos, sembraban la confusión y la anarquía en el reino.
En el verano de 1295, terminadas las Cortes de Valladolid de 1295, a Diego López V de Haro se le confirmó la posesión del señorío de Vizcaya, y al infante Juan, que aceptó momentáneamente como soberano a Fernando IV en privado, se le restituyeron sus propiedades.
Diego López V de Haro convirtió la aldea marítima de Bilbao en villa el 15 de junio de 1300.
Durante las Cortes de Valladolid de 1300 el infante Juan de Castilla el de Tarifa renunció a sus pretensiones al trono, no obstante haber sido proclamado rey de León en 1296, y prestó público juramento de fidelidad a Fernando IV y a sus sucesores, el día 26 de junio de 1300. A cambio de su renuncia al señorío de Vizcaya, cuya posesión le fue confirmada a Diego López V de Haro, María Díaz de Haro y su esposo, el infante Juan, recibieron Mansilla, Paredes de Nava, Medina de Rioseco, Castronuño y Cabreros. Poco después, María de Molina y los infantes Enrique y Juan, acompañados por Diego López V de Haro, sitiaron el municipio de Almazán, pero levantaron el asedio por la oposición del infante Enrique.

### Actuaciones durante la mayoría de edad de Fernando IV de Castilla (1301-1310)
En noviembre de 1301, hallándose la corte en la ciudad de Burgos, se hizo pública la bula por la que el papa Bonifacio VIII legitimaba el matrimonio de la reina María de Molina con el difunto rey Sancho IV de Castilla, siendo por tanto sus hijos legítimos a partir de ese momento. Al mismo tiempo, se declaró la mayoría de edad de Fernando IV. Con ello, el infante Juan de Castilla el de Tarifa y los infantes de la Cerda perdieron uno de sus principales argumentos a la hora de reclamar el trono, no pudiendo esgrimir en adelante la ilegitimidad del monarca castellano-leonés. 
El infante Enrique de Castilla el Senador, molesto por la legitimación de Fernando IV por el papa Bonifacio VIII, se alió con Juan Núñez de Lara, señor de la Casa de Lara, a fin de indisponer y enemistar a Fernando IV con su madre, la reina María de Molina. A ambos magnates se les unió el infante Juan de Castilla, quien continuaba reclamando el señorío de Vizcaya en nombre de su esposa, María Díaz de Haro. Ese mismo año el infante Enrique, aliado con Diego López V de Haro, reclamó al rey Fernando IV, en compensación por abandonar el cargo de tutor del rey, y habiendo chantajeado previamente a la reina con declarar la guerra a su hijo si no accedían a sus deseos, la posesión de las localidades de Atienza y de San Esteban de Gormaz, que le fueron concedidas por el rey.
En 1302 se acentuó la rivalidad existente entre el infante Enrique de Castilla el Senador, María de Molina y Diego López V de Haro de un lado, y el infante Juan de Castilla el de Tarifa y Juan Núñez de Lara  del otro. El infante Enrique amenazó a la reina con declarar la guerra a Fernando IV y a ella misma si no se accedía a sus demandas, al tiempo que los magnates procuraban eliminar la influencia que María de Molina ejercía en su hijo, a quien el pueblo comenzó a dejar de estimar, debido a la influencia que los ricoshombres ejercían sobre él. En los meses finales de 1302, la reina, que se hallaba en Valladolid, se vio obligada a aplacar a los ricoshombres y a los miembros de la nobleza, que planeaban levantarse en armas contra Fernando IV, quien pasó las navidades de 1302 en tierras del reino de León, acompañado por el infante Juan y por Juan Núñez de Lara.
A comienzos de 1303 había una entrevista prevista entre el rey Dionisio I de Portugal y Fernando IV, confiando este último en que su primo el rey de Portugal le devolvería algunos territorios. Por su parte, el infante Enrique de Castilla el Senador, Diego López V de Haro y la reina María de Molina se excusaron de asistir a dicha entrevista. El propósito de la reina al negarse a asistir era vigilar al infante Enrique y al señor de Vizcaya, cuyas relaciones con Fernando IV eran tensas debido a la amistad que el monarca dispensaba al infante Juan y a Juan Núñez de Lara. En mayo de 1303 se celebró la entrevista entre Dionisio I de Portugal y Fernando IV en la ciudad de Badajoz. El infante Juan y Juan Núñez de Lara predispusieron a Fernando IV en contra del infante Enrique y del señor de Vizcaya, al tiempo que las concesiones ofrecidas por el soberano portugués, quien se ofreció a ayudarle si fuera preciso contra el infante Enrique de Castilla el Senador, decepcionaron al rey Fernando IV.
En 1303, mientras el rey se encontraba en Badajoz, se reunieron en Roa el infante Enrique, Diego López V de Haro y don Juan Manuel, y acordaron que don Juan Manuel se entrevistaría con el rey de Aragón. Este último acordó con don Juan Manuel que los tres magnates y él mismo deberían reunirse el día de San Juan Bautista en el municipio de Ariza. Después, el infante Enrique comunicó sus planes a María de Molina, que se encontraba en Valladolid, con el propósito de que ella se uniera a ellos. El plan del infante Enrique consistía, en que Alfonso de la Cerda se convirtiese en rey de León y se desposase con la infanta Isabel, hija de María de Molina, al tiempo que el infante Pedro, hermano de Fernando IV, sería proclamado rey de Castilla y se desposaría con una hija de Jaime II de Aragón. El infante Enrique manifestó que su intención era lograr la paz en el reino y eliminar la influencia del infante Juan y de Juan Núñez de Lara.
Dicho plan, que hubiera supuesto la disgregación de los territorios del reino de Castilla y León, así como la renuncia al mismo, forzosa u obligada, de Fernando IV el Emplazado, fue rechazado por la reina María de Molina, que se negó a secundar el proyecto y a entrevistarse con el soberano aragonés en Ariza. Fernando IV, mientras tanto, suplicaba a su madre que pusiese paz entre él y los magnates que apoyaban al infante Enrique, quienes volvieron a suplicar a la reina que apoyase el plan del infante, a lo que ella se negó. Mientras se celebraban las Vistas de Ariza, la reina recordó al infante Enrique y a sus acompañantes la lealtad que debían a su hijo, así como los grandes heredamientos con que les había dotado, consiguiendo con ello que algunos caballeros abandonasen Ariza, sin secundar el plan del infante Enrique. Sin embargo, el infante Enrique, don Juan Manuel y otros caballeros se comprometieron a hacer la guerra al rey Fernando IV, así como a que le fuera devuelto el reino de Murcia al reino de Aragón, y a que el reino de Jaén le fuese entregado a Alfonso de la Cerda. Sin embargo, mientras la reina María de Molina reunía los concejos y estorbaba los propósitos del infante Enrique, éste enfermó de gravedad y hubo de ser trasladado a su villa de Roa. Ante la enfermedad del infante Enrique, la reina, temerosa de que sus señoríos y castillos pasasen a ser de Don Juan Manuel y de Lope Díaz de Haro, a quienes el infante planeaba legar sus posesiones a su muerte, persuadió al confesor del infante, así como a sus acompañantes, de que le convencieran para que a su muerte sus bienes revirtieran a la Corona, a lo que el infante se negó, pues no deseaba que sus bienes pasasen a poder de Fernando IV. El día 8 de agosto de 1303 falleció el infante Enrique.
En noviembre de 1303 el rey se encontraba en Valladolid junto a la reina, y solicitó su consejo, pues deseaba poner fin al pleito que sostenían el infante Juan de Castilla el de Tarifa y Diego López V de Haro por la posesión del señorío de Vizcaya, que en esos momentos era propiedad de Diego López V de Haro. La reina le manifestó que le ayudaría a resolver dicho pleito, al tiempo que el rey le hacía importantes donaciones, pues las buenas relaciones entre el rey y su madre se habían restablecido totalmente.
En enero de 1304, hallándose el rey en Carrión de los Condes, el infante Juan reclamó de nuevo, en nombre de su esposa, y apoyado por Juan Núñez de Lara , el señorío de Vizcaya, aunque el monarca en un primer momento resolvió que la esposa del infante se conformase con recibir Paredes de Nava y Villalón de Campos como compensación, a lo que el infante Juan se negó, argumentando que su esposa no lo aceptaría por estar en desacuerdo con los anteriores pactos establecidos por su esposo en relación con el señorío. 
En vista de la situación, el rey propuso que Diego López V de Haro entregase a María Díaz de Haro, a cambio del señorío de Vizcaya, Tordehumos, Íscar, Santa Olalla, además de sus posesiones en Cuéllar, Córdoba, Murcia, Valdetorio, y el señorío de Valdecorneja. Por su parte, Diego López V de Haro conservaría el señorío de Vizcaya, Orduña, Valmaseda, las Encartaciones, y Durango. El infante Juan aceptó la oferta del rey, por lo que este último hizo llamar a Diego López V de Haro a Carrión de los Condes. No obstante, el señor de Vizcaya no aceptó la proposición del soberano y le amenazó con la rebelión antes de partir. El rey hizo entonces que su madre se reconciliase con Juan Núñez de Lara el Menor, al tiempo que se iniciaban las maniobras previas a la Sentencia Arbitral de Torrellas, rubricada en 1304, en las que no tomó parte Diego López V de Haro, por hallarse enemistado con Fernando IV, quien prometió al infante Juan de Castilla el de Tarifa entregarle el señorío de Vizcaya, y a Juan Núñez de Lara la Bureba y las posesiones de Diego López de Haro en La Rioja, si ambos resolvían las gestiones diplomáticas con Aragón a satisfacción del monarca. 
En abril de 1304, el infante Juan comenzó las negociaciones con el reino de Aragón, comprometiéndose Fernando IV a aceptar las decisiones que establecieran los árbitros de los reinos de Portugal y Aragón, que se reunirían en los meses siguientes, respecto a las demandas de Alfonso de la Cerda y respecto a sus disputas con el reino de Aragón. Al mismo tiempo, el rey confiscó las tierras de Diego López V de Haro y de Juan Alfonso de Haro, señor de los Cameros, y las repartió entre los ricoshombres. A pesar de ello, ambos magnates no se sublevaron contra el rey.
En enero de 1305, hallándose en Guadalajara el rey, María de Molina, el infante Juan de Castilla, don Juan Manuel, Juan Núñez de Lara, Diego López V de Haro y Juan Alfonso de Haro, Fernando IV solicitó de nuevo a Diego López V de Haro que devolviese el señorío de Vizcaya a María Díaz de Haro, a lo que no accedió el señor de Vizcaya. 

#### Conflictos por la posesión del señorío de Vizcaya (1305-1307)
En 1305 Diego López V de Haro fue llamado a comparecer en las Cortes de Medina del Campo que se celebraron ese año, aunque no acudió sino después de ser llamado varias veces, para responder a las demandas de María Díaz de Haro, que reclamaba, valiéndose de la influencia de su esposo, el infante Juan, la posesión del señorío de Vizcaya.
Ante la ausencia del señor de Vizcaya, el infante Juan interpuso una demanda contra él ante Fernando IV, comprometiéndose a probar que el señorío de Vizcaya fue ocupado ilegalmente por Sancho IV, razón por la cual era ahora de Diego López V de Haro, tío carnal de María Díaz de Haro. Sin embargo, mientras el infante Juan presentaba las pruebas a los representantes del rey, compareció Diego López V de Haro, acompañado por trescientos caballeros. El señor de Vizcaya se negó a renunciar a su señorío, argumentando que el infante y su esposa habían renunciado al mismo, mediante un juramento solemne, prestado en el año 1300. 
Al no conseguir alcanzar un acuerdo, debido a los argumentos presentados por ambas partes, Diego López V de Haro retornó a su señorío, a pesar de que aún no habían finalizado las Cortes de Medina del Campo, que terminaron a mediados de junio de 1305. A mediados de 1305, hallándose la corte en la ciudad de Burgos, y mientras Diego López V de Haro se proponía apelar al Papa, debido al solemne juramento de renuncia al señorío efectuado por el infante Juan y su esposa en 1300, el rey ofreció a María II Díaz de Haro la posesión de varias ciudades del señorío de Vizcaya, entre ellas San Sebastián, Salvatierra, Fuenterrabía y Guipúzcoa, a lo que no accedió ella, por hallarse aconsejada por Juan Núñez de Lara, quien se hallaba enemistado con su esposo, a pesar de las presiones del infante. Poco después, el infante Juan y Diego López V de Haro firmaron una tregua, válida por dos años, durante los que el rey confiaba en que Diego López de Haro rompería su alianza con Juan Núñez de Lara. Posteriormente, durante las navidades de 1305, Fernando IV se entrevistó con Diego López V de Haro en Valladolid, quien acudió acompañado por Juan Núñez de Lara, a quien el rey, pues se hallaba enemistado con él, hizo abandonar la ciudad, pues deseaba que el señor de Vizcaya rompiese su alianza con él, aunque no lo consiguió, ya que Diego López  V de Haro estaba convencido de que el infante Juan no cejaría en sus reclamaciones. 
A comienzos de 1306, Lope Díaz de Haro, hijo y heredero de Diego López V de Haro, se hallaba enemistado con Juan Núñez de Lara e intentaba persuadir a su padre de que aceptase la solución propuesta por el rey. Ese mismo año, el rey dio el cargo de Mayordomo mayor a Lope Díaz de Haro, entrevistándose su padre poco después con el rey, y acudiendo a la entrevista acompañado por Juan Núñez de Lara, a pesar del enojo que con ello ocasionó al monarca. Durante la entrevista, Diego López V de Haro intentó reconciliar a Juan Núñez de Lara con el soberano, al tiempo que este último intentaba que su interlocutor rompiese sus relaciones con quien él defendía. Persuadido por Juan Núñez de Lara, el señor de Vizcaya partió sin despedirse del rey, al tiempo que llegaban embajadores procedentes del reino de Francia, solicitando una alianza entre ambos países, y pidiendo además la mano de la infanta Isabel de Castilla, hermana de Fernando IV. 
En abril de 1306, el infante Juan, a pesar de la oposición de la reina María de Molina, indujo al rey a que declarase la guerra a Juan Núñez de Lara el Menor, sabiendo que Diego López V de Haro le defendería, y aconsejó al soberano que sitiase Aranda de Duero, donde se hallaba Juan Núñez de Lara el Menor, quien, en vista de la situación, rompió su vínculo vasallático con el rey. Después de una batalla campal, Juan Núñez de Lara el Menor consiguió escapar del cerco al que se pretendía someter Aranda de Duero, y se reunió con Diego López V de Haro y con el hijo de este último, y acordaron hacer la guerra al rey Fernando IV por separado, y cada uno en su territorio. Las huestes del rey exigieron concesiones al monarca, quien hubo de concedérselas a pesar de que no se mostraban diligentes en hacer la guerra, por lo que el soberano ordenó al infante Juan que entablase negociaciones con Diego López V de Haro y sus partidarios, a lo que el infante Juan accedió, pues sus vasallos tampoco se mostraban partidarios de la guerra. 
Las negociaciones no llegaron a iniciarse y la guerra continuó, a pesar de que el infante Juan aconsejaba al soberano que firmase la paz si ello era viable. El soberano solicitó la intervención de su madre, quien, después de las negociaciones mantenidas con los rebeldes a través de Alonso Pérez de Guzmán, logró en una reunión mantenida con ellos en Pancorbo, que los tres magnates sublevados concediesen castillos como rehenes al rey, al que deberían rendir pleitesía, conservando sus propiedades, al tiempo que el rey se comprometía a abonarles sus soldadas. El acuerdo no satisfizo al infante Juan, quien volvió a reclamar al rey la posesión del señorío de Vizcaya en nombre de su esposa, al tiempo que Fernando IV, con el propósito de complacer al infante, arrebataba la merindad de Galicia a su hermano el infante Felipe de Castilla, y se la concedía a Diego García de Toledo, privado del infante Juan.               
Fernando IV, deseoso de complacer a su tío el infante Juan, envió a Alonso Pérez de Guzmán y a Juan Núñez de Lara  a parlamentar con Diego López V de Haro, quien se negó a ceder el señorío de Vizcaya al infante y a su esposa, María Díaz de Haro. Cuando el infante Juan tuvo conocimiento de ello, convocó a don Juan Manuel y a sus vasallos para que le apoyasen en sus pretensiones, al tiempo que el rey y la reina María de Molina parlamentaban con Juan Núñez de Lara para que persuadiese al señor de Vizcaya de que devolviese el señorío. En septiembre de 1306 se entrevistó el rey con Diego López V de Haro en Burgos. El soberano le propuso que en tanto que viviese podría conservar la propiedad sobre el señorío de Vizcaya, pero que, a su muerte, el señorío debería ser entregado a María Díaz de Haro, a excepción de los municipios de Orduña y Valmaseda, que serían entregados a Lope Díaz de Haro, su hijo. Sin embargo, la propuesta no fue aceptada por Diego López V de Haro, a quien, en vista de su obstinación, el rey volvió a intentar enemistar con Juan Núñez de Lara. Poco después, el señor de Vizcaya volvió a apelar al Papa.
A principios de 1307, mientras el rey, la reina María de Molina, y el infante Juan de Castilla el de Tarifa se dirigían a Valladolid, tuvieron conocimiento de que el papa Clemente V reconocía la validez del juramento prestado por el infante Juan y por su esposa en 1300 de renunciar al señorío de Vizcaya, por lo que el infante debería atenerse a él, o bien responder al pleito interpuesto contra él por el señor de Vizcaya. En febrero de 1307 se intentó resolver el pleito sobre el señorío de Vizcaya, acordando que Diego López V de Haro conservase la propiedad del señorío de Vizcaya en tanto durase su vida, pero que a su muerte, el señorío pasase a ser de María II Díaz de Haro, a excepción de Orduña y Valmaseda], que serían entregadas a su hijo Lope Díaz de Haro quien también recibiría Miranda de Ebro y Villalba de Losa de manos del rey. Sin embargo, el acuerdo no fue aceptado por el señor de Vizcaya. Poco después fueron convocadas Cortes en la ciudad de Valladolid. 
En las Cortes de Valladolid de 1307, viendo María de Molina que los ricoshombres, encabezados por el infante Juan, protestaban contra las medidas adoptadas por los privados del rey, intentó, para complacer al infante, poner fin al pleito existente sobre el señorío de Vizcaya. Para ello, la reina contó con la colaboración de su hermanastra Juana Alfonso de Molina, quien persuadió a su hija María Díaz de Haro para que aceptase el acuerdo propuesto por el rey en febrero de ese mismo año. Diego López V de Haro y su hijo Lope Díaz de Haro se avinieron a firmar el acuerdo, por el que se establecía que Diego López V de Haro conservaría la propiedad del señorío de Vizcaya en tanto durase su vida, pero que a su muerte, el señorío pasaría a ser de María II Díaz de Haro, a excepción de Orduña y Valmaseda], que serían entregadas a Lope Díaz de Haro, su hijo, quien también recibiría Miranda y Villalba de Losa de manos de Fernando IV. 
Ante el acuerdo alcanzado respecto a la posesión del señorío de Vizcaya, Juan Núñez de Lara el Menor, señor de Lara, se sintió menospreciado por el rey y por su madre, por lo que se retiró de las Cortes, antes de que éstas hubiesen finalizado. Por ello, el rey concedió el cargo de Mayordomo mayor a Diego López V de Haro, lo que provocó que el infante Juan abandonase la corte, advirtiendo al rey que no contaría con su ayuda hasta que los alcaides de los castillos de Diego López de Haro rindiesen homenaje a su esposa,  María II Díaz de Haro. Sin embargo, poco después se reunieron en Lerma, donde se hallaba María II Díaz de Haro, el infante Juan, Juan Núñez de Lara el Menor, Diego López V de Haro, y Lope Díaz de Haro, hijo de este último, acordándose que prestasen homenaje en Vizcaya como futura señora a María II Díaz de Haro, al tiempo que se hacía lo mismo en los castillos que recibiría Lope Díaz de Haro.

En 1307, por consejo del infante Juan y de Diego López V de Haro, ambos reconciliados ya, el rey ordenó a Juan Núñez de Lara que abandonase el reino de Castilla y León y que le devolviese los castillos de Moya y Cañete, situados en la provincia de Cuenca, y que el rey le había concedido en el pasado. El rey fue a Palencia, donde se hallaba su madre, quien le aconsejó que, puesto que había expulsado a Juan Núñez de Lara del reino, si deseaba conservar el respeto de los ricoshombres y la nobleza, debería mostrarse inflexible. El rey se dirigió entonces a Tordehumos, donde se hallaba el magnate rebelde, y puso cerco a la villa a finales de octubre de 1307, hallándose acompañado por numerosos ricoshombres con sus tropas, y también por las del Maestre de Santiago. Poco después se unieron a ellos el infante Juan, repuesto de una enfermedad, y su hijo, Alfonso de Valencia, con sus mesnadas.

Escudo de armas de la Casa de Lara. Juan Núñez de Lara el Menor, señor de Lara, se rebeló en 1307 contra Fernando IV de Castilla.

Estando el rey en el sitio de Tordehumos, recibió la orden del papa Clemente V de apoderarse de los castillos y posesiones de la Orden del Temple, y de que los conservase en su poder hasta que el pontífice dispusiese lo que habría de hacerse con ellos. Al mismo tiempo, el infante Juan presentó al rey una propuesta de paz, procedente de los sitiados en Tordehumos, que Fernando IV no aceptó. Durante el asedio el rey, viéndose en dificultades para pagar a sus tropas, envió a su esposa y a su hija recién nacida, la infanta Leonor de Castilla, a que solicitasen un empréstito en su nombre a su suegro, el rey de Portugal. Al mismo tiempo, el infante Juan, resentido, aconsejó al monarca que abandonase el cerco y que él lo terminaría, o bien que tomaría Íscar, o bien que acudiría a la entrevista que Fernando IV debía mantener en Tarazona con el rey de Aragón en su lugar. Sin embargo, el rey, receloso de su tío el infante, desoyó sus propuestas y procuró contentarle por otros medios. 
A causa de las deserciones de algunos ricoshombres, entre ellos Alfonso de Valencia, hijo del infante Juan, Rodrigo Álvarez de las Asturias y García Fernández de Villamayor, y también a causa de la enfermedad de la reina madre, que no podía aconsejarle, el rey decidió pactar con Juan Núñez de Lara el Menor la rendición de este último. Después que rindió la villa de Tordehumos, a comienzos de 1308, Juan Núñez de Lara se comprometió a entregar todas sus tierras al rey, excepto las que tenía en La Bureba y La Rioja, por tenerlas Diego López V de Haro, al tiempo que rendía pleitesía al rey, quien firmó este acuerdo a espaldas de la reina madre, enferma de gravedad en esos momentos. 
Terminado el cerco de Tordehumos, numerosos magnates y caballeros intentaron enemistar al rey con Juan Núñez de Lara el Menor y con su tío el infante Juan, diciéndoles a cada uno de ellos por separado que el rey deseaba la muerte de ambos, por lo que los dos se aliaron, temiendo que el rey desease sus muertes, aunque sin contar con el apoyo de Diego López V de Haro, señor de Vizcaya. Sin embargo, fueron persuadidos por María de Molina de que el rey no les deseaba ningún mal, algo que después les fue confirmado por el propio rey. Sin embargo, el infante Juan y sus acompañantes solicitaron presentar sus peticiones a la reina y no a él, a lo que el soberano accedió. Las reclamaciones, presentadas por los demandantes en las Vistas de Grijota, pasaban porque el soberano concediese la merindad de Galicia a Rodrigo Álvarez de las Asturias y la merindad de Castilla a Fernán Ruiz de Saldaña, al tiempo que debía expulsar de la corte a sus privados, Sancho Sánchez de Velasco, Diego García, y Fernán Gómez de Toledo. Las demandas presentadas por los magnates fueron aceptadas por el monarca.
En las Cortes de Madrid de 1309, las primeras celebradas en la actual capital de España, el rey manifestó su deseo de ir a la guerra contra el Reino de Granada, al tiempo que demandaba subsidios para poder hacer la guerra. En dichas Cortes estuvieron presentes el rey Fernando IV y su esposa, la reina María de Molina, los infantes Pedro, Felipe y Juan, don Juan Manuel, Juan Núñez de Lara, Diego López V de Haro, Alfonso Téllez de Molina, hermano de la reina María de Molina, el arzobispo de Toledo, los Maestres de las Órdenes Militares de Santiago y Calatrava, los representantes de las ciudades y concejos, y otros nobles y prelados. Las Cortes aprobaron la concesión de cinco servicios, destinados a pagar las soldadas de los ricoshombres e hidalgos.

#### Sitio de Algeciras y muerte (1309-1310)

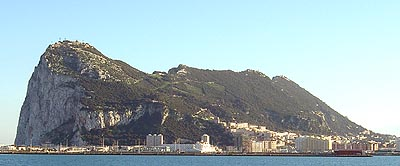
Vista del Peñón de Gibraltar, cuya ciudad fue conquistada por Fernando IV el Emplazado el día 12 de septiembre de 1309.

En la campaña intervinieron el infante Juan de Castilla el de Tarifa, don Juan Manuel, Diego López V de Haro, Juan Núñez de Lara, Alonso Pérez de Guzmán, Fernán Ruiz de Saldaña, y otros magnates y ricoshombres castellanos. También tomaron parte en la empresa las milicias concejiles de Salamanca, Segovia, Sevilla, y de otras ciudades. Por su parte, el rey Dionisio I de Portugal, suegro de Fernando IV de Castilla, envió un contingente de setecientos caballeros a las órdenes de Martín Gil de Sousa, Alférez del rey de Portugal, y Jaime II de Aragón aportó a la expedición contra Algeciras diez galeras. El Papa Clemente V, mediante la bula "Prioribus, decanis", emitida el día 29 de abril de 1309 en la ciudad de Aviñón, concedió a Fernando IV de Castilla la décima parte de todas las rentas eclesiásticas de sus reinos durante tres años, a fin de contribuir al sostenimiento de la guerra contra el Reino de Granada. 
Desde la ciudad de Toledo, Fernando IV se dirigió a Córdoba, donde los emisarios del rey de Aragón le anunciaron que Jaime II de Aragón estaba dispuesto para comenzar el sitio de Almería. En la ciudad de Córdoba el rey Fernando IV discutió de nuevo el plan de campaña, pues su hermano el infante Pedro, su tío el infante Juan de Castilla el de Tarifa, don Juan Manuel y Diego López V de Haro, entre otros, se oponían al proyecto de cercar la ciudad de Algeciras, ya que todos ellos preferían saquear y devastar la Vega de Granada mediante una serie de ataques sucesivos que desmoralizarían a los musulmanes granadinos. No obstante, la voluntad de Fernando IV prevaleció y las tropas castellano-leonesas se prepararon para sitiar Algeciras. Los últimos preparativos de la campaña fueron realizados en la ciudad de Sevilla, a la que Fernando IV llegó a principios de julio de 1309. Los víveres y suministros acumulados en la ciudad de Sevilla por el ejército castellano-leonés fueron trasladados por el río Guadalquivir, y posteriormente por mar hasta Algeciras.
El día 27 de julio de 1309 una parte del ejército castellano-leonés se encontraba ante los muros de la ciudad de Algeciras, y tres días después, el día 30 de julio, llegaron el rey Fernando IV de Castilla y su tío el infante Juan de Castilla "el de Tarifa", acompañados por numerosos ricoshombres. Por su parte, el rey Jaime II de Aragón comenzó a sitiar la ciudad de Almería el día 15 de agosto, y el asedio se prolongó hasta el día 26 de enero de 1310. Mientras la ciudad de Algeciras permanecía sitiada por las tropas cristianas, la ciudad de Gibraltar capituló ante las tropas de Fernando IV de Castilla el día 12 de septiembre de 1309. Pocos días después de poner cerco a la ciudad de Algeciras, el rey envió a Juan Núñez de Lara, a Alonso Pérez de Guzmán, al arzobispo de Sevilla, al concejo de la ciudad de Sevilla y al Maestre de la Orden de Calatrava a que sitiasen Gibraltar, que capituló ante las tropas de Fernando IV de Castilla el día 12 de septiembre de 1309, después de un breve y duro asedio. 
A mediados de octubre de 1309, el infante Juan de Castilla el de Tarifa, su hijo Alfonso de Valencia, don Juan Manuel y Fernán Ruiz de Saldaña, desertaron y abandonaron el campamento cristiano emplazado ante Algeciras, siendo acompañados en su huida por otros quinientos caballeros. Tal acción, motivada porque Fernando IV les debía ciertas cantidades de dinero correspondientes a sus soldadas, provocó la indignación de las Cortes europeas y la protesta de Jaime II de Aragón, quien intentó persuadir a los desertores, aunque infructuosamente, para que regresasen al sitio de Algeciras. Sin embargo, el rey Fernando IV, que contaba con el apoyo de su hermano el infante Pedro, de Juan Núñez de Lara y de Diego López V de Haro, persistió en su intento de apoderarse de Algeciras.
La escasez y la pobreza de medios en el campamento cristiano llegaron a ser tan alarmantes que el rey Fernando IV se vio obligado a empeñar las joyas y coronas de su esposa, la reina Constanza de Portugal, a fin de poder pagar las soldadas de los caballeros y de las tripulaciones de las galeras. Poco después llegaron al campamento cristiano las tropas del infante Felipe de Castilla, hermano de Fernando IV, y las del arzobispo de Santiago de Compostela, quien llegó acompañado de 400 caballeros y buen número de peones. 

A finales de 1309, Diego López V de Haro enfermó de gravedad como consecuencia de un ataque de gota, lo que vino a sumarse a la defunción de Alonso Pérez de Guzmán, señor de Sanlúcar de Barrameda, al temporal de lluvias que inundaron el campamento cristiano, y a la deserción del infante Juan y de don Juan Manuel, pero a pesar de lo anterior, Fernando IV persistió hasta el último momento en su objetivo de apoderarse de Algeciras, aunque al final abandonó su propósito.

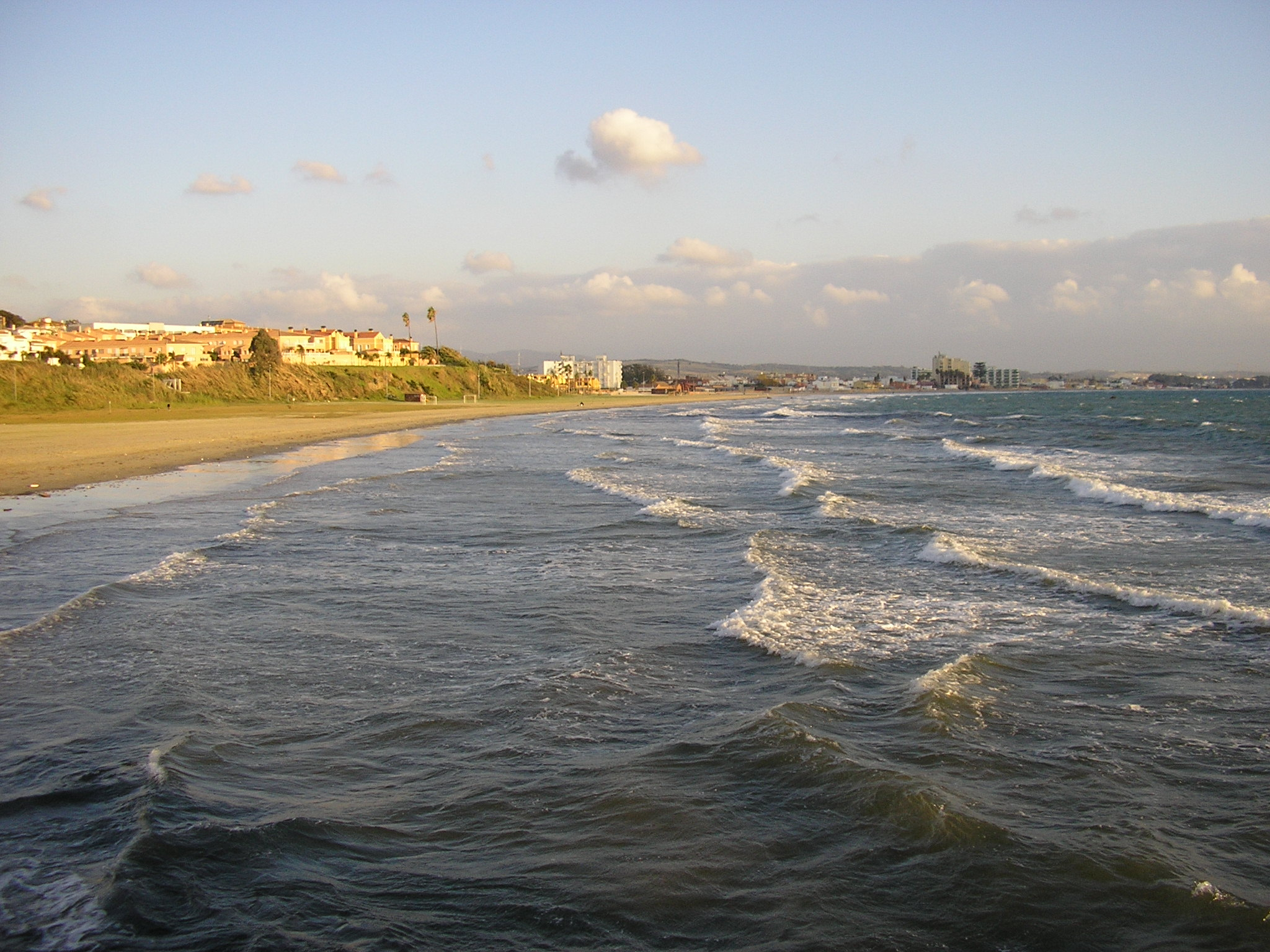
Playa del Rinconcillo en Algeciras. (Provincia de Cádiz).

El rey Fernando IV decidió negociar en enero de 1310 con los granadinos, quienes habían enviado como emisario al campamento cristiano al arráez de Andarax. Alcanzado un acuerdo, en el que se estipulaba que a cambio de levantar el asedio de Algeciras Fernando IV recibiría Quesada y Bedmar, además de 50.000 doblas de oro, el rey ordenó levantar el asedio a finales de enero de 1310.
En enero de 1310 falleció Diego López V de Haro durante el asedio de Algeciras, y en la Crónica de Fernando IV, como señaló César González Mínguez, se consignó que el señor de Vizcaya murió poco después de que se hubiera firmado el acuerdo mencionado anteriormente. Y aunque se desconoce la fecha exacta de su defunción, sí está documentado que debió producirse entre el 18 de enero, fecha en la que el magnate reconoció haber otorgado testamento, y el 21 del mismo mes, que fue el día en que Fernando IV otorgó el último documento desde el real sobre Algeciras. Y en la Crónica de Fernando IV se describió del siguiente modo la muerte del señor de Vizcaya:

É aviendo D. Diego su dolencia muy grande, los físicos dixeron que non podia escapar...é desque el rey sopo que D. Diego non podia escapar á vida de aquella dolencia, é despues que él fuese muerto non podia y fincar é que se avria á levantar de aquella cerca, un dia ante consintió en aquel pleyto, é fué este: que le diesen los moros las villas de Quesada é Bedmar con sus castillos, todos así como los avia ante que se perdiesen, é demás que le diesen cinquenta mill doblas, é para cumplir todo esto dieronle luego arrehenes muchos buenos omes é muy honrados de los que estavan y en Algesira. É el pleyto puesto é firmado murió luego D. Diego é llevaronlo sus vasallos á enterrar á Castilla á el monesterio de Sant Francisco de Burgos, é luego los de Vizcaya tomaron por señora á Doña Maria Díaz é cobró el rey estas villas: Mansilla, Medina de Rioseco é Castronuevo é Cabreros que ella tenia.

Y tras la muerte de Diego López V de Haro, su sobrina María Díaz de Haro, que era la esposa del infante Juan, tomó inmediatamente posesión del señorío de Vizcaya. Y a continuación, el infante Juan de Castilla devolvió al rey las villas de Paredes de Nava, Cabreros, Medina de Rioseco, Castronuño y Mansilla.

## Sepultura

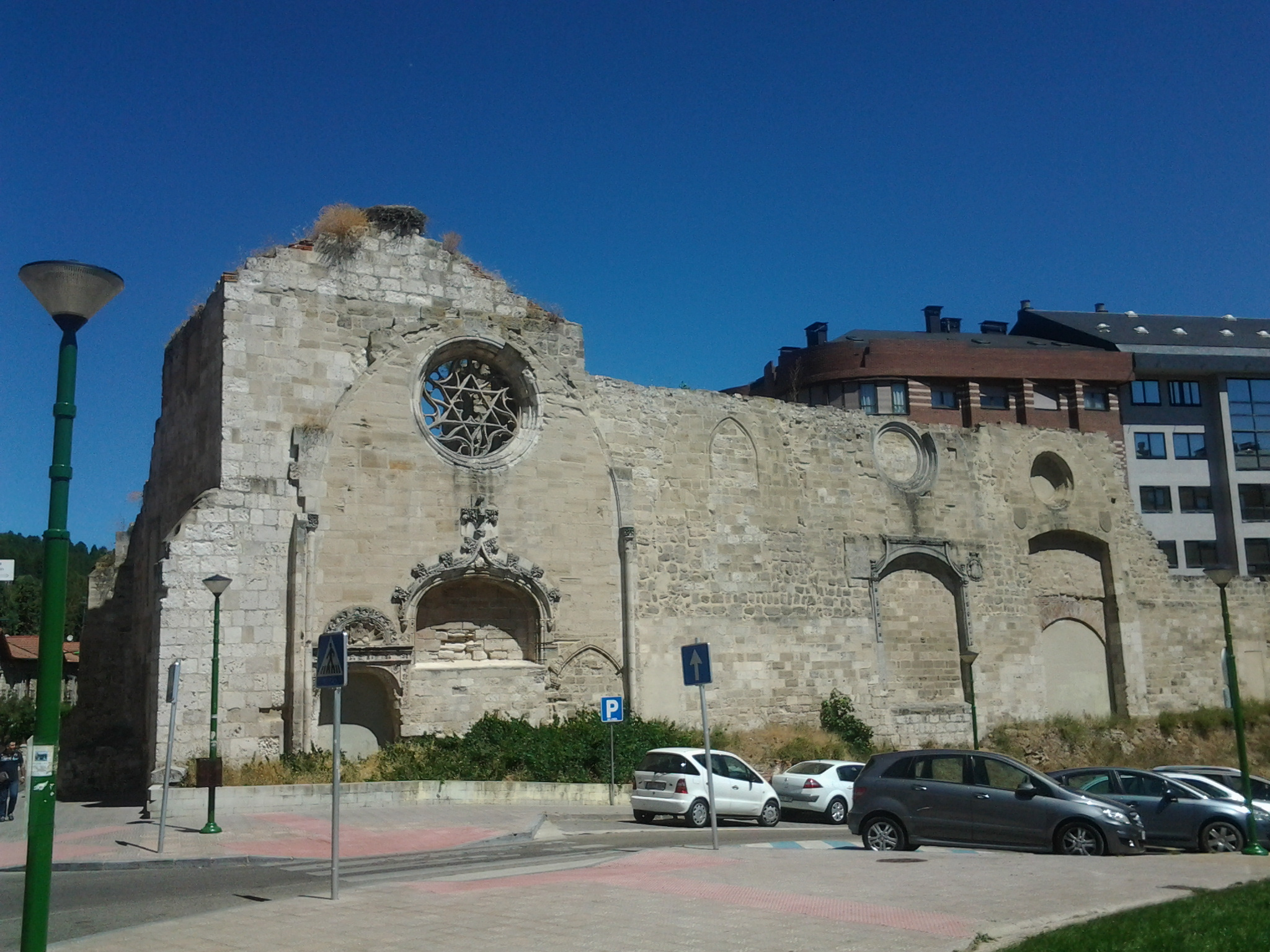
Ruinas del monasterio de San Francisco de Burgos.

El cadáver de Diego López V de Haro, según consta en la Crónica de Fernando IV, fue llevado por sus vasallos a Castilla para que recibiera sepultura en el desaparecido monasterio de San Francisco de Burgos, donde ya había sido enterrada su esposa, la infanta Violante de Castilla, aunque conviene señalar que el propio señor de Vizcaya ya había expresado anteriormente su deseo de que sus restos mortales descansaran en dicho monasterio burgalés y en la capilla donde estaba enterrada su esposa, la «infanta doña Yolanda». Y los restos mortales de Diego López V de Haro, como señaló González Mínguez, fueron depositados en la capilla mayor de la iglesia conventual de San Francisco, en cuya construcción había colaborado, aunque posteriormente serían trasladados a la capilla de San Pedro del mismo templo, que estaba situada en la nave del Evangelio.
Sin embargo, el monasterio de San Francisco de Burgos resultó muy dañado durante la Guerra de la Independencia, y en 1836 fue desamortizado y comenzó a ser demolido. En el solar que ocupaba fue instalado un cuartel, después una factoría militar y posteriormente fue destinado a otros usos, y las ruinas de la iglesia que aún subsisten en la actualidad se encuentran en la calle San Francisco, cerca de las del desaparecido convento de la Santísima Trinidad de Burgos.

## Matrimonio y descendencia
Diego López V de Haro y su esposa, la infanta Violante de Castilla, que era hija de Alfonso X y de la reina Violante de Aragón, fueron padres de:
- Lope Díaz de Haro (1285-1322), señor de Orduña y Valmaseda y alférez del rey Fernando IV. Falleció en octubre de 1322 sin dejar descendencia.[23]
- Fernando Díaz de Haro (m. después de 1322). Pasó a ser señor de Orduña y Valmaseda a la muerte de su hermano mayor. Y contrajo matrimonio con María de Portugal,[31] que había estado casada con Tello Alfonso de Meneses y era hija del infante Alfonso de Portugal, hijo a su vez del rey Alfonso III de Portugal, y de Violante Manuel.[31]
- Pedro López de Haro, quien murió siendo niño.
- María Díaz de Haro, señora de Tordehumos.[32] Contrajo matrimonio en 1299 con Juan Núñez II de Lara, señor de Lara y Albarracín,[33] aunque no tuvieron descendencia.[34][35] Y ella otorgó testamento en Burgos el 20 de septiembre de 1320[36] y solicitó ser enterrada en el monasterio de San Francisco de Burgos junto a su padre.[37][c]

| Predecesor: María Díaz de Haro            | Señor de Vizcaya 1295–1310                             | Sucesor: María Díaz de Haro           |
| Predecesor: Juan Núñez II de Lara         | Mayordomo mayor del rey 1307-1309                      | Sucesor: Juan Núñez II de Lara        |
| Predecesor: Juan de Castilla el de Tarifa | Alférez del rey 1284                                   | Sucesor: Alfonso Téllez de Molina     |
| Predecesor: Nuño González de Lara         | Alférez del rey 1296-1309                              | Sucesor: Lope Díaz de Haro            |
| Predecesor: Juan Fernández de Limia       | Adelantado mayor de la frontera de Andalucía 1287-1288 | Sucesor: Fernán Pérez Ponce de León   |
| Predecesor: Pedro Núñez de Guzmán         | Adelantado mayor de Castilla 1287                      | Sucesor: Juan Fernández de Villamayor |